# Joseph Maximilian Kolb

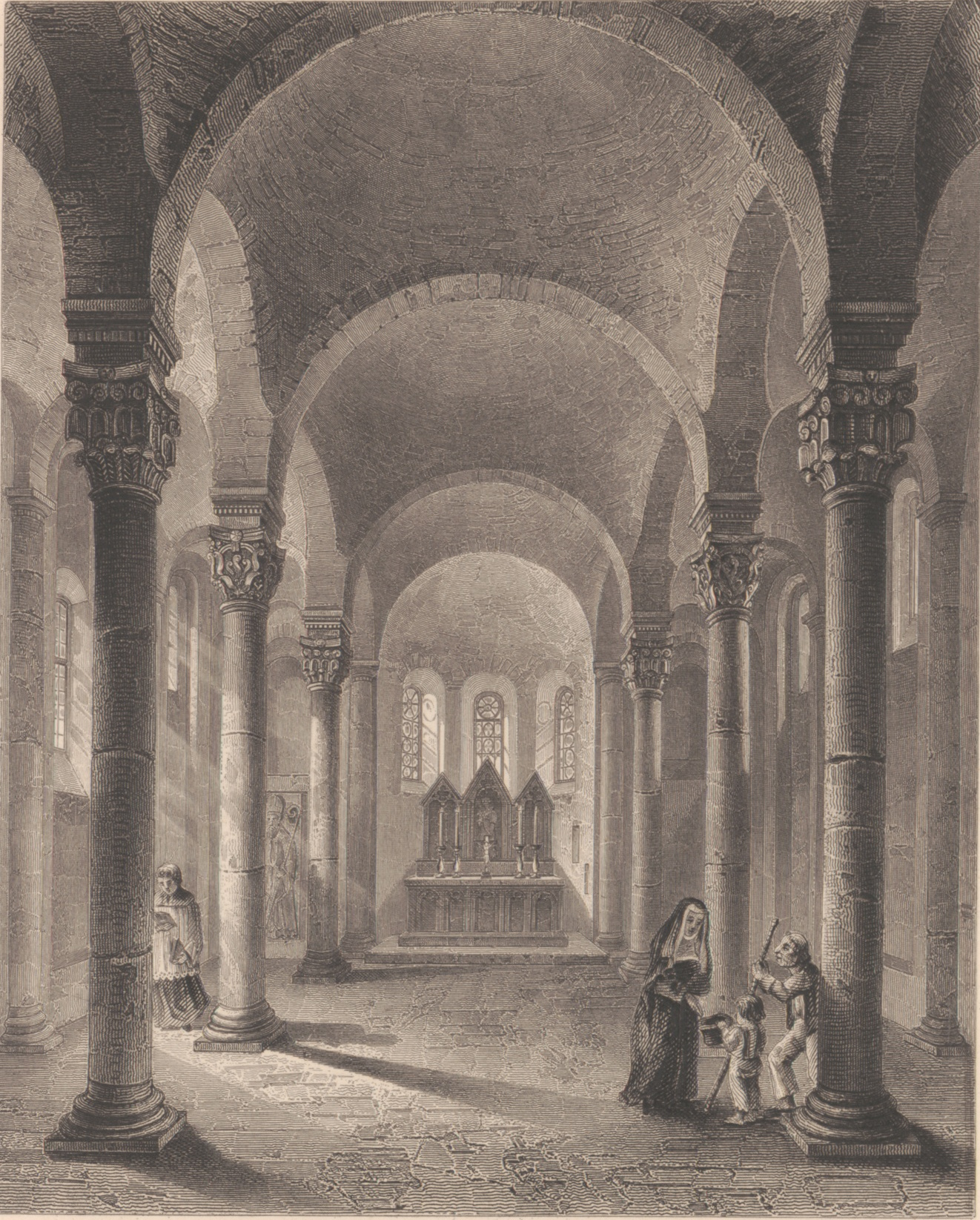
Bartholomäuskapelle in Paderborn, Stich nach einer Zeichnung von Johann Friedrich Lange

Joseph Maximilian Kolb (* vor 1818; † nach 1859) war ein deutscher Kupfer- und Stahlstecher.

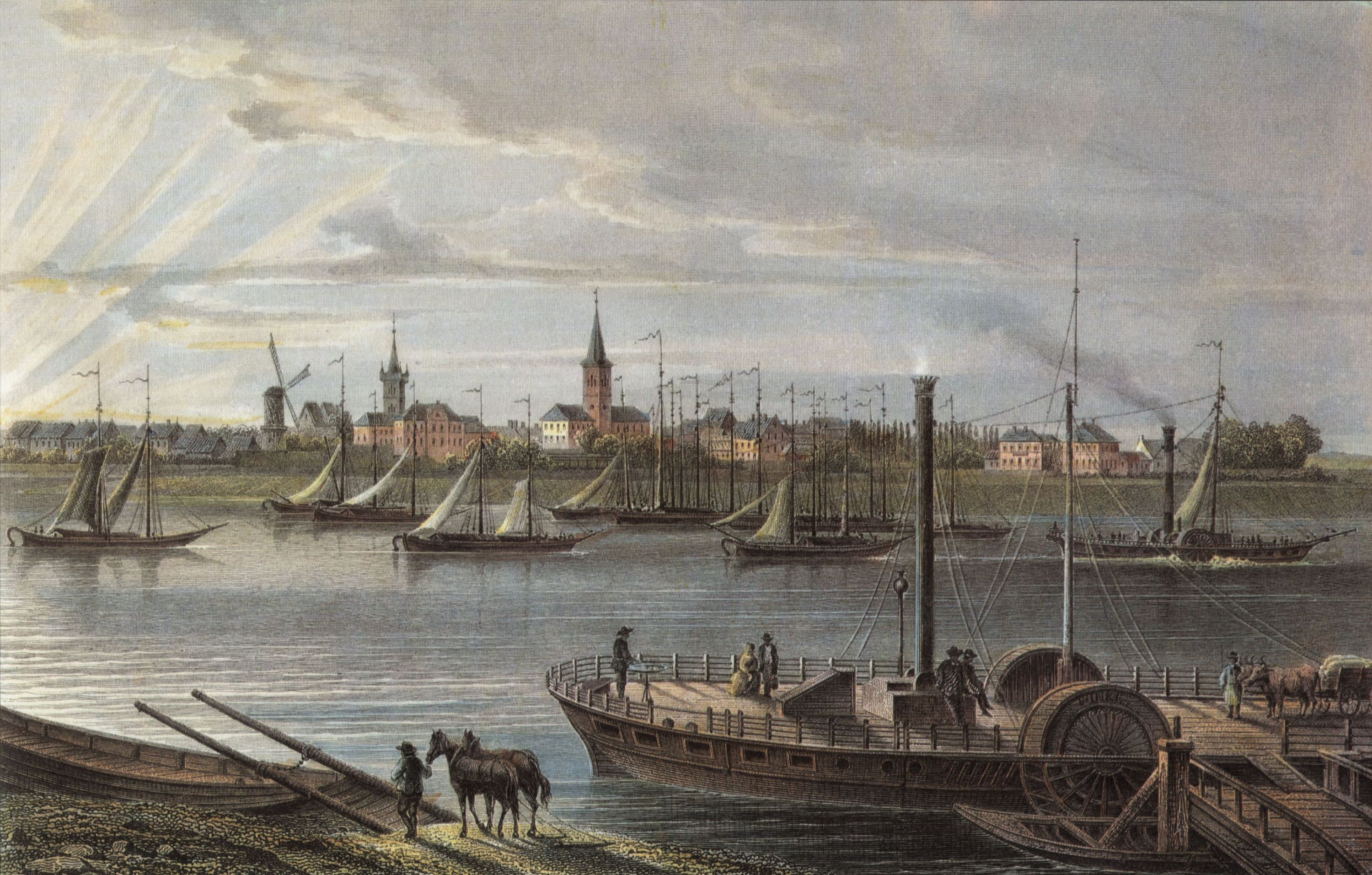
J. M. Kolb: Duisburger Hafen, Postkarte um 1845

Seine Architektur- und Stadtdarstellungen sind teilweise sehr bekannt, aber über sein Leben ist wenig überliefert.
1838 wohnte er in Nürnberg und stellte im Stadtmuseum aus. Möglicherweise ist er dort auch geboren, allerdings mindestens zwanzig Jahre vorher.

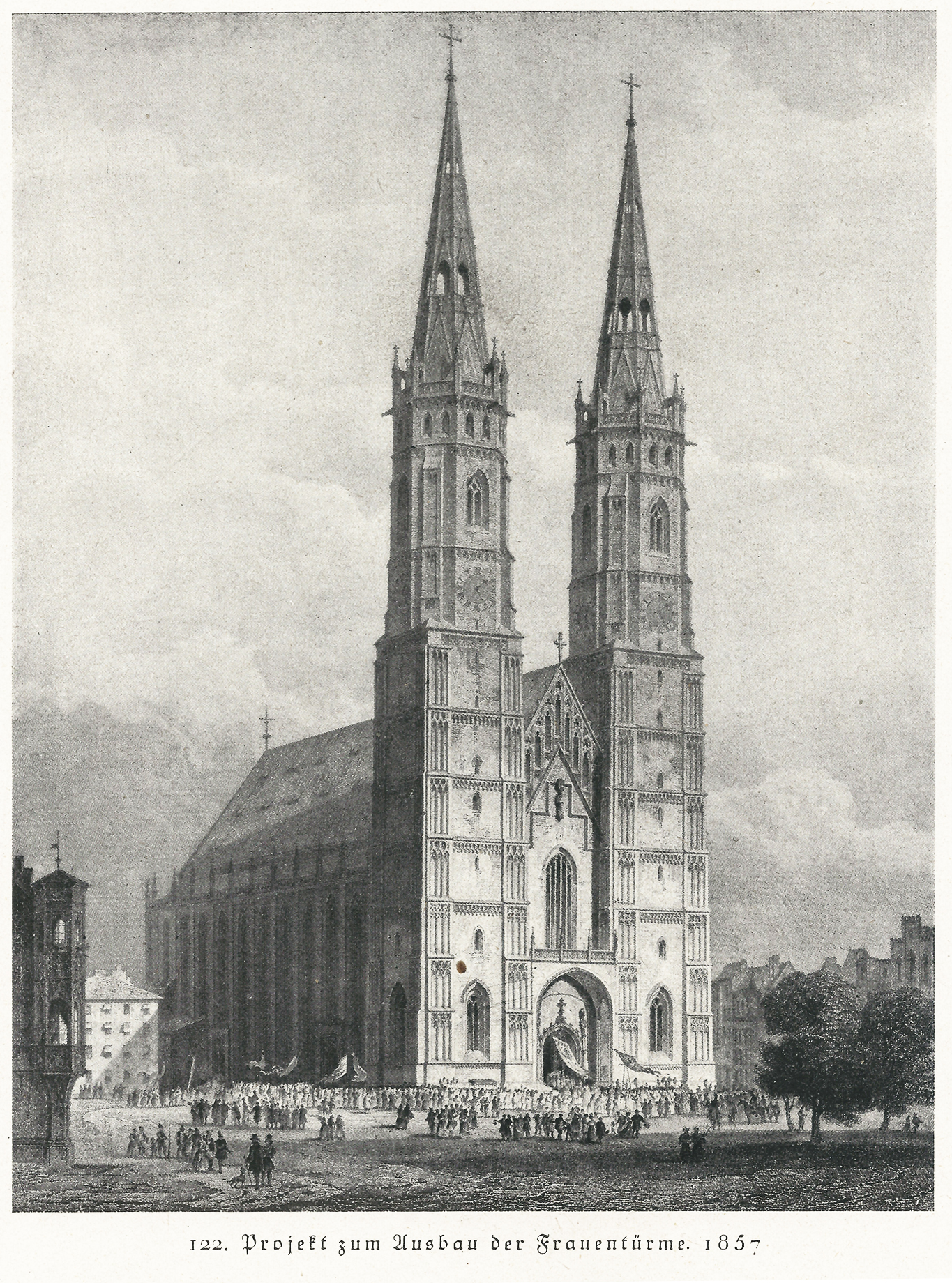
Vorschlag zu den Türmen der Münchener Frauenkirche

Erwähnt wird er auch als Mitarbeiter im grafischen Atelier von Johann Poppel in München. Etliche Vorlagen seiner Drucke, wie auch solcher Poppels selber, stammten von dem Maler Johann Friedrich Lange.
In der bayrischen Hauptstadt beteiligte er sich mit einer Entwurfszeichnung an der Diskussion über die Verschönerung der Frauenkirche.
Den Kölner Dom stellte er zusammen mit der 1859 fertiggestellten Eisenbahn- und Straßenbrücke dar.